# Margaret Mahler
Pour les articles homonymes, voir Mahler (homonymie).
Margaret Mahler, née Schoenberger à Sopron le 10 mai 1897 et morte à New York le 2 octobre 1985, est une psychiatre et psychanalyste américaine d'origine hongroise.

## Biographie
Margaret Schoenberger fait ses études secondaires à Sopron, puis à Budapest où son père est médecin. Elle est une amie de lycée d'Alice Balint, par laquelle elle est introduite dans le milieu psychanalytique de Budapest. Elle commence ses études de médecine à Budapest, où elle fait la connaissance de Sándor Ferenczi, puis elle quitte la Hongrie, durant le régime autoritaire de Miklós Horthy, et poursuit ses études à l'université de Munich et d’Iéna. Elle s'installe à Vienne, prend la nationalité autrichienne et s'installe en tant que pédiatre libérale. Elle est proche d'Anna Freud, et participe avec elle à la création d'un centre de traitement pour enfants à Vienne, premier centre de guidance infantile. Elle est également liée avec August Aichhorn et Dorothy Burlingham. Elle s'inscrit comme candidate à la Société psychanalytique de Vienne en 1927, fait une analyse d'abord avec Helene Deutsch puis avec Willie Hoffer (1930-1935), et est acceptée comme psychanalyste en 1933.
Elle épouse un chimiste, Paul Mahler, en 1936. La montée du nazisme et les lois de Nuremberg, qui lui interdisent une pratique professionnelle, la forcent à s'exiler : elle quitte l'Autriche en 1938 après l'Anschluss, réside brièvement en Angleterre, puis s'installe aux États-Unis, où elle exerce en tant que médecin et psychanalyste. Elle fait une analyse de contrôle avec Edith Jacobson, devient membre de la New York Psychoanalytic Society (1940). Elle est ensuite professeure de psychiatrie à l'Albert Einstein College of Medicine, formatrice au Philadelphia Psychoanalytic Institute et directrice de recherches au Master's Children Center de New York.

## Recherches
Ses travaux portent principalement sur les psychoses infantiles, en étant particulièrement attentive à la question de l'individuation, distinguant deux types de psychoses infantiles, les psychoses autistiques et les psychoses symbiotiques, qu'elle met en lien avec les stades normaux de développement du nourrisson.
Elle a théorisé le processus de séparation-individuation du bébé, dans les trois premières années de vie. Elle se réfère aux travaux d'Anna Freud, et dans une moindre mesure de Donald Winnicott, décrivant la séparation, dès l'âge de trois ou quatre mois, comme fin de ce qu'elle décrit comme la « phase autistique normale », et prise de distance et détachement d’avec la mère, et l’individuation, comme évolution des fonctions autonomes (mémoire, perceptions, capacités cognitives), les interactions mère/enfant jouant un rôle capital.
Elle publie en 1975 Symbiose humaine et individuation : la naissance psychologique de l'être humain. Dans cet ouvrage issu de recherches empiriques et d'observations soigneusement consignées sur des grilles de cotation, elle conceptualise une série de stades du développement de l'être humain vu sous l'angle de la distance relationnelle entre l'enfant et sa mère.

## Publications
- Psychose infantile : symbiose humaine et individuation  (trad. de l'anglais), Paris, Payot & Rivages, coll. « Petite Bibliothèque Payot », 2001 (1re éd. 1973), 362 p. (ISBN 2-228-89457-5)
- Avec Fred Pine et Anni Bergman, La Naissance psychologique de l'être humain : symbiose humaine et individuation [« The Psychological Birth of the Human Infant »], Paris, Payot, coll. « Science de l'homme », 1990 (1re éd. 1980), 368 p. (ISBN 978-2-228-88315-3)